# Kleiner Gosaugletscher
Kleiner Gosaugletscher är en glaciär i Österrike.   Den ligger i förbundslandet Oberösterreich, i den centrala delen av landet, 220 km väster om huvudstaden Wien. Kleiner Gosaugletscher ligger 2 524 meter över havet.
Terrängen runt Kleiner Gosaugletscher är bergig norrut, men söderut är den kuperad. Kleiner Gosaugletscher ligger uppe på en höjd. Närmaste större samhälle är Schladming, 12,0 km sydost om Kleiner Gosaugletscher. 
Trakten runt Kleiner Gosaugletscher består i huvudsak av gräsmarker. Runt Kleiner Gosaugletscher är det ganska glesbefolkat, med 25 invånare per kvadratkilometer.